# Борково (Тчевський повіт)
Борково (пол. Borkowo, нім. Borkau) — село в Польщі, у гміні Можещин Тчевського повіту Поморського воєводства.
Населення — 387 осіб (2011).
У 1975-1998 роках село належало до Гданського воєводства.

## Демографія
Демографічна структура станом на 31 березня 2011 року:
|          | Загалом | Допрацездатний вік | Працездатний вік | Постпрацездатний вік |
| -------- | ------- | ------------------ | ---------------- | -------------------- |
| Чоловіки | 208     | 44                 | 151              | 13                   |
| Жінки    | 179     | 40                 | 112              | 27                   |
| Разом    | 387     | 84                 | 263              | 40                   |